# Bikkia kaalaensis
Bikkia kaalaensis es una especie de planta perteneciente a la familia de las Rubiáceas. Es endémica de Nueva Caledonia.

## Taxonomía
Bikkia kaalaensis fue descrita por N.Hallé & Jérémie y publicado en Adansonia n.s., 15: 346 1975 publ, en el año 1976.